# Émile Dubois (homme politique, 1839-1905)
Pour les articles homonymes, voir Dubois et Émile Dubois.
Émile Dubois, né le 21 août 1839 à Douai (Nord) et mort le 3 février 1905 dans la même ville, est un homme politique français.

## Biographie
Notaire à Douai, il est rapidement, après la guerre de 1870, conseiller général du canton de Marchiennes, jusqu'en 1898. Il est député du Nord de 1889 à 1897 et sénateur du Nord de 1897 à 1905.

## Distinctions
- Chevalier de la Légion d'honneur par décret du 7 juillet 1888[1].

## Source
- « Émile Dubois (homme politique, 1839-1905) », dans le Dictionnaire des parlementaires français (1889-1940), sous la direction de Jean Jolly, PUF, 1960 [détail de l’édition]